# 너의 눈동자를 체포한다!
《너의 눈동자를 체포한다》(君の瞳をタイホする!)는 일본의 후지 TV에서 1988년 1월 4일부터 3월 21일까지 매주 월요일 오후 9시부터 9시 54분까지 방영한 드라마로 총 12화로 구성되었다.

## 캐스팅

### 주연 배우
- 진나이 타카노리
- 미카미 히로시
- 야나기바 토시로
- 아사노 유코
- 미타 히로코
- 쿠도 시즈카
- 이시노 마코
- 하라다 다이지로
- 우에다 아이미
- 모리오 유미
- 이시바시 타모츠
- 렌호

### 게스트
- 이하라 츠요시
- 이시마루 켄지로
- 시카우치 타카시
- 쿠사나기 료이치
- 히로타 레오나
- 츠루타 시노부
- 야스오카 리키야
- 센다 미츠오
- 오쿠라 히사히로
- 후부키 준
- 시오자와 토키
- 무라마츠 토시후미
- 나카노 히데오